# Петер-Пауль Петерсен
Петер-Пауль Петерсен (нім. Peter-Paul Petersen; 4 травня 1893, Еммельсбюль-Горсбюль — 20 квітня 1945, Штраубінг) — німецький офіцер, генерал-майор автомобільних військ вермахту. Разом з Паулем фон Мюленфельсом став одним з двох генералів автомобільних військ вермахту.

## Біографія
Син пастора Петера Петерсена і його дружини Елізабет, уродженої Райнсторф. 1 жовтня 1913 року вступив однорічним добровольцем в 162-й піхотний полк Прусської армії. З 9 травня 1915 року служив в 3-й, з 15 листопада 1915 року — в 4-й роті 76-го піхотного полку. 14 квітня 1916 року відряджений в 111-ту піхотну дивізію на офіцерські курси, 20 червня 1916 року — в штурмову роту цієї дивізії. 10 червня 1917 року повернувся в 76-й піхотний полк, з 7 серпня 1917 року — командир 3-ї роти. 26 серпня 1917 року відряджений в штабі полку як керівник штурмової підготовки. З 25 вересня 1917 року — командир 4-ї, з 30 жовтня 1917 року — 8-ї роти 76-го піхотного полку. З 4 листопада по 2 грудня 1917 року пройшов курс командира роти при 4-му штурмовому батальйоні. З 14 листопада 1917 року — командир навчальної штурмової роти 111-ї піхотної дивізії, з 1 лютого 1918 року — 2-ї кулеметної роти, з 4 жовтня 1918 року — 1-ї роти 76-го піхотного полку. 25 квітня 1919 року звільнений у відставку.
1 травня 1920 року вступив до поліції, служив в автомобільних частинах. 15 жовтня 1935 року перейшов у сухопутні війська й був призначений командиром 3-ї роти 16-го танково-розвідувального дивізіону в Гаммі. 13—29 листопада 1935 року пройшов курс штабного офіцера при командуванні 16-ї дивізії. З 1 травня 1936 року — командир 16-го танково-розвідувального дивізіону. 1 квітня 1941 року відряджений в штабі 530-го начальника армійського постачання, 1 червня 1941 року — в штаб 605-го автотранспортного полку. 17 червня 1941 року відправлений в командний резерв ОКГ. З 2 листопада 1942 року — вищий офіцер автомобільних військ при генералові автомобільних військ, одночасно з 15 лютого по 20 травня 1944 року виконував обов'язки заступника начальника автомобільних частин сухопутних військ. 20 квітня 1945 року призначений інспектором автомобільних військ, проте того ж дня загинув внаслідок американського авіанальоту.

## Звання
- Фанен-юнкер (2 липня 1915)
- Лейтенант (7 листопада 1915)
- Лейтенант поліції (1 травня 1920)
- Оберлейтенант поліції (20 червня 1921)
- Гауптман поліції (11 серпня 1926)
- Майор поліції (1 серпня 1935)
- Майор (15 жовтня 1935)
- Оберстлейтенант (1 березня 1938)
- Оберст (1 березня 1941)
- Оберст автомобільних військ (1 березня 1944)
- Генерал-майор автомобільних військ (20 квітня 1945)

## Нагороди
- Ганзейський хрест
  - Любек (7 березня 1916)
  - Гамбург (6 вересня 1917)
- Залізний хрест
  - 2-го класу (20 квітня 1916)
  - 1-го класу (16 грудня 1916)
- Королівський орден дому Гогенцоллернів, лицарський хрест з мечами (21 квітня 1918)
- Нагрудний знак «За поранення» в чорному
- Почесний хрест ветерана війни з мечами (3 грудня 1934)
- Медаль «За вислугу років у Вермахті»
  - 4-го, 3-го і 2-го класу (18 років; 2 жовтня 1936) — отримав 3 нагороди одночасно.
  - 1-го класу (25 років)
- Застібка до Залізного хреста
  - 2-го класу (24 травня 1940)
  - 1-го класу (9 липня 1940)